# ABC (Musiknotation)
ABC bzw. ABC-Notation (engl. abc notation) ist ein nichtkommerzieller, offener Standard zur Notation von Musik in Textform (ASCII). Er dient als Eingabe- und Auszeichnungssprache in Musiksoftware sowie als Speicherformat für Notendateien.
Eine von Guido Gonzato weiterentwickelte Version der Notation heißt ABC 2 (vormals informell auch ABC Plus).

## Allgemeines
Die ABC-Musiknotation wurde vom englischen Mathematiker und Musiker Chris Walshaw veröffentlicht, in erster Linie, um traditionelle einstimmige Melodien aus Westeuropa zu notieren. ABC wurde durch Steve Allen als MIME-Type registriert, Dateien mit Text in dieser Notation haben die Dateiendung .abc.
Im Gegensatz zu vergleichbaren Standards wie LilyPond oder MusicXML ist ABC syntaktisch einfach lesbar und kann somit bereits in Textform gut vom Menschen als Notenschrift interpretiert werden.
ABC-Textdateien können auch von Notensatzprogrammen sowie Sequenzern und Audio-Playern eingelesen werden, sofern diese das Dateiformat unterstützen.

## Geschichte
Seit seiner Veröffentlichung 1991 wurden die Möglichkeiten erweitert und die ABC-Musiknotation etwa auch verwendet, um komplexere klassische Kompositionen zu notieren.
Anfang 2006 ist der gültige Standard die Version 1.6, Version 1.7.6 und 2.0 liegen im Entwurf vor. Verschiedene Erweiterungen des Standards werden bereits von einigen Programmen verwendet. Henrik Norbeck hat eine Version des Standards im BNF-Format erstellt.
Am 21. Dezember 2011 wurde die offizielle Version 2.1 des Sprachstandards veröffentlicht, die sich erheblich breiterer Software-Unterstützung erfreut als frühere Entwürfe und Insellösungen.
Seit Februar 2013 wird an der Version 2.2 gearbeitet.

### Versionen
| Version | Veröffentlichung | Anmerkungen           |
| ------- | ---------------- | --------------------- |
| 1.0     | 1991             | Erstveröffentlichung  |
| 1.6     | 2006             | Erhebliche Ausweitung |
| 2.1     | 2011             | Aktuelle Version      |

## Beispiel
Als Beispiel für die ABC-Musiknotation dient hier die Transkription eines Stückes aus einer fränkischen Musikantenhandschrift von 1784.
| ABC-Musiknotation |
| ASCII-Text |
| X:1 T:Ohne Titel C:Aufgezeichnet 1784 A:Seibis nahe Lichtenberg in Oberfranken S:Handschrift, bezeichnet und datiert: "Heinrich Nicol Philipp zu Seibis den 30 Junius 1784" M:4/4 L:1/4 K:D dd d2 \| ee e2 \| fg ad \| cB cA \|\ dd d2 \| ee e2 \| fg ad \| ed/c/ d2 :\| \|:\ fg ad \| cB cA \| fg ad \| cB cA \|\ dd d2 \| ee e2 \| fg ad \| ed/c/ d2 :\| |
| Noten |
| Die Audiowiedergabe wird in deinem Browser nicht unterstützt. Du kannst die Audiodatei herunterladen. |

## Liste ABC unterstützender Notensatzprogramme
- ABassC, ein textbasierter Noteneditor für PalmOS und PocketPC
- ABC Convert-A-Matic, textbasierte Webanwendung
- ABC Explorer
- abcjs, beinhaltet einen Notenrenderer für ABC, geschrieben in JavaScript
- abcm2ps erstellt aus ABC-Dateien eine Partitur im PostScript-Format
- abcMIDI konvertiert ABC von und nach MIDI; verfügbar für GNU/Linux und Windows
- abctab2ps, textbasiertes Notenprogramm, das ABC um spanische, französische und deutsche Lauten- und Gitarrentabulatur erweitert
- EasyABC,
- Five Line Skink, Javaprogramm
- CodiMD, HackMD, Webapplikationen für kollaborativ erstellte Notizen
- Zap's abc, für Android
- Zupfnoter - Web-Anwendung zur direkten Erstellung von Unterlegnoten für Tischharfen aus ABC (Zauberharfe, Veeh-Harfe etc.)